# Amédée Ozenfant
Amédée Ozenfant, född den 15 april 1886 i Saint-Quentin, död den 4 maj 1966 i Cannes, var en fransk målare och konstteoretiker.

## Biografi
Amédée Ozenfant föddes i en borgerlig familj och utbildades på dominikanska högskolan i Saint-Sébastien. Efter avslutad utbildning återvände han till Saint-Quentin och började måla akvarell och pastell.
År 1907 skrev han in sig vid Académie de la Palette, där han studerade under Jacques Émile Blanche. Han blev där vän med Roger de La Fresnaye och André Dunoyer de Segonzac, som var hans studiekamrater. År 1908 började han ställa ut på Salon de la Société Nationale des Beaux-Arts, för att två år senare ha utställning på Salon d'Automne.
Mellan 1909 och 1913 reste han runt i Ryssland, Italien, Belgien och Nederländerna, och deltog i föreläsningar vid Collège de France i Paris. Under första världskriget grundade han, i samarbete med Guillaume Apollinaire (och blev redaktör för) tidskriften L'Élan i Paris, vilken kommit att förknippas med dadaismen och där hans teorier om en konstens purism började utvecklas.
Ozenfant träffade den schweiziska arkitekten och målaren Karl-Edouard Jeanneret (Le Corbusier) 1917. Tillsammans lade de fram en puristisk teori i boken Après le cubisme. Utgivningen sammanföll med den första puristiska utställningen på Galerie Thomas i Paris 1917. Här visade Ozenfant upp sina verk.
Med utgångspunkt i kubismen målade de strängt förenklade stilleben, koncentrerade på föremålens grundform. I sitt senare än mer förenklade måleri ägnade sig Ozenfant åt himlakropparnas rörelser och andra ljussensationer.
Ozenfant undervisade under 1920-talet tillsammans med Fernand Léger på Académie Moderne i Paris, en skola som hade många svenska elever. Han fortsatte samarbeta i olika skrifter med Le Corbusier.
År 1938 flyttade Amédée Ozenfant till New York där han skapade ett eget utbildningssäte. Ozenfant School of Fine Arts var i drift från 1939 till 1955. Ozenfant blev amerikansk medborgare 1944. Han undervisade och föreläste mycket runt om i USA fram till 1955, då han återvände till Frankrike. Här stannade han under resten av sitt liv och dog i Cannes 1966.

## Representerad på följande museer
Eremitaget, Walker Art Center, Skissernas museum, Moderna museet, Museum of Modern Art, National Gallery of Victoria, Art Institute of Chicago, Guggenheimmuseet, Philadelphia Museum of Art, San Francisco Museum of Modern Art, Tate Modern, Hirshhorn Museum and Sculpture Garden, National Gallery of Art, Centre Pompidou, Yale University Art Gallery, Museum of Fine Arts, Boston, Museo Reina Sofía, National Gallery of Australia och * Kunstmuseum Basel.

## Tidskrift
- L'Élan, 10 nr (Paris: 1915- 1917) Online (International Dada Archive)